# 中议世第宅
中议世第宅，位于江西省抚州市金溪县琉璃乡东源曾家村，是典型的官宅建筑。
曾喜顺在太平天国战争期间，效力清军大营，后保举以知府用，赏戴花翎。晚清同治年间，曾喜顺兄弟建此三进宅邸，作为晚年退休时居息之地。中议世第宅的中堂与上堂均为两层，有楼道相通。
中议世第的门楼明间门额书“中议世第”四字，侧门刻“退憩居”。门楼雕刻异常精美，明间的砖雕有浓郁的苏式风格，纤细秀丽。两侧翼墙的装饰图案虽然采用相同的主题，但呈现明显的江西风格。
2018年3月9日，中议世第宅公布为第六批江西省文物保护单位，编号6-3-045。